# Kotešica
Kotešica (cyr. Котешица) – wieś w Serbii, w okręgu kolubarskim, w mieście Valjevo. W 2011 roku liczyła 565 mieszkańców.